# Misumena vatia
Misumena vatia es una araña cangrejo (familia Thomisidae) bastante común en el holártico: Eurasia y América del Norte. El macho mide entre 4 y 5 mm mientras que la hembra alcanza 10 mm. Esta especie fue descrita por el aracnólogo sueco Carl Alexander Clerck en 1757. El nombre del género Misumena proviene de las palabras en griego “misoúmenus” que significa odiado. El nombre específico vatia proviene del latín que significa doblado hacia afuera.

## Descripción
La hembra mide de 8 a 12 mm de largo total. El carapacho es blanco amarillento con una banda longitudinal y rayas saliendo de los lados de la región del prosoma; clípeo de color blanco; región de los ocelos rojizos, forma de disco con pelos fuertes, región de la cabeza con setas; ocelos no muy desarrollados; ocelos laterales, posteriores y anteriores sobre el tubérculo ocular; surco medial y surco cervical fusionados y diferenciados, surcos radiales visibles; quelíceros amarillo claro; endito, labium y esternón de amarillo claro a marrón amarillento; patas amarillo claro con 5 a 6 pares de espinas en la parte ventral del metatarso de las patas I y II; pedipalpo verde amarillento; abdomen blanco amarillento con setas cortas y robustas; sin patrón distinto en el dorso; parte posterior redondeada y más ancha; tres pares de impresiones musculares distintas; con coloración variable entre blanco, amarillo y verde claro, algunas veces con rayas rojizas del lado dorsoventral; epiginio con capucha central presente, espermateca globular. Macho con un largo total de 2,5 a 4 mm. La coloración del cuerpo es más obscura que en las hembras; carapacho marrón amarillento con márgenes oscuros; abdomen marrón grisáceo y alargado con forma ovoide; pedipalpo del macho con la tibia con apófisis ventral, retrolateral e intermedia.

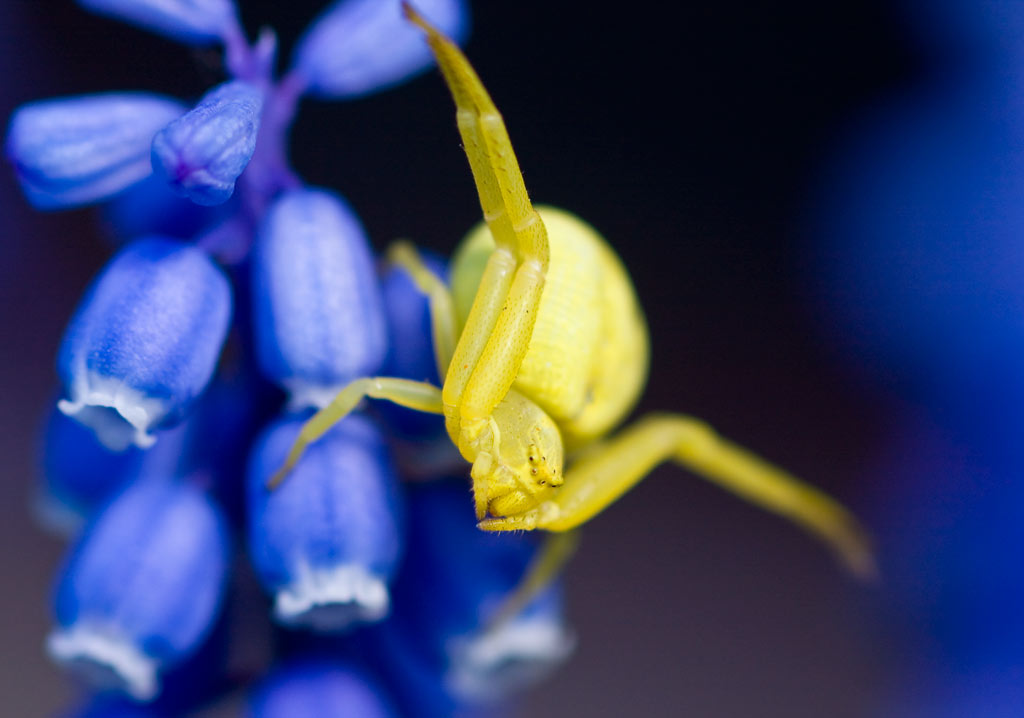
Misumena vatia

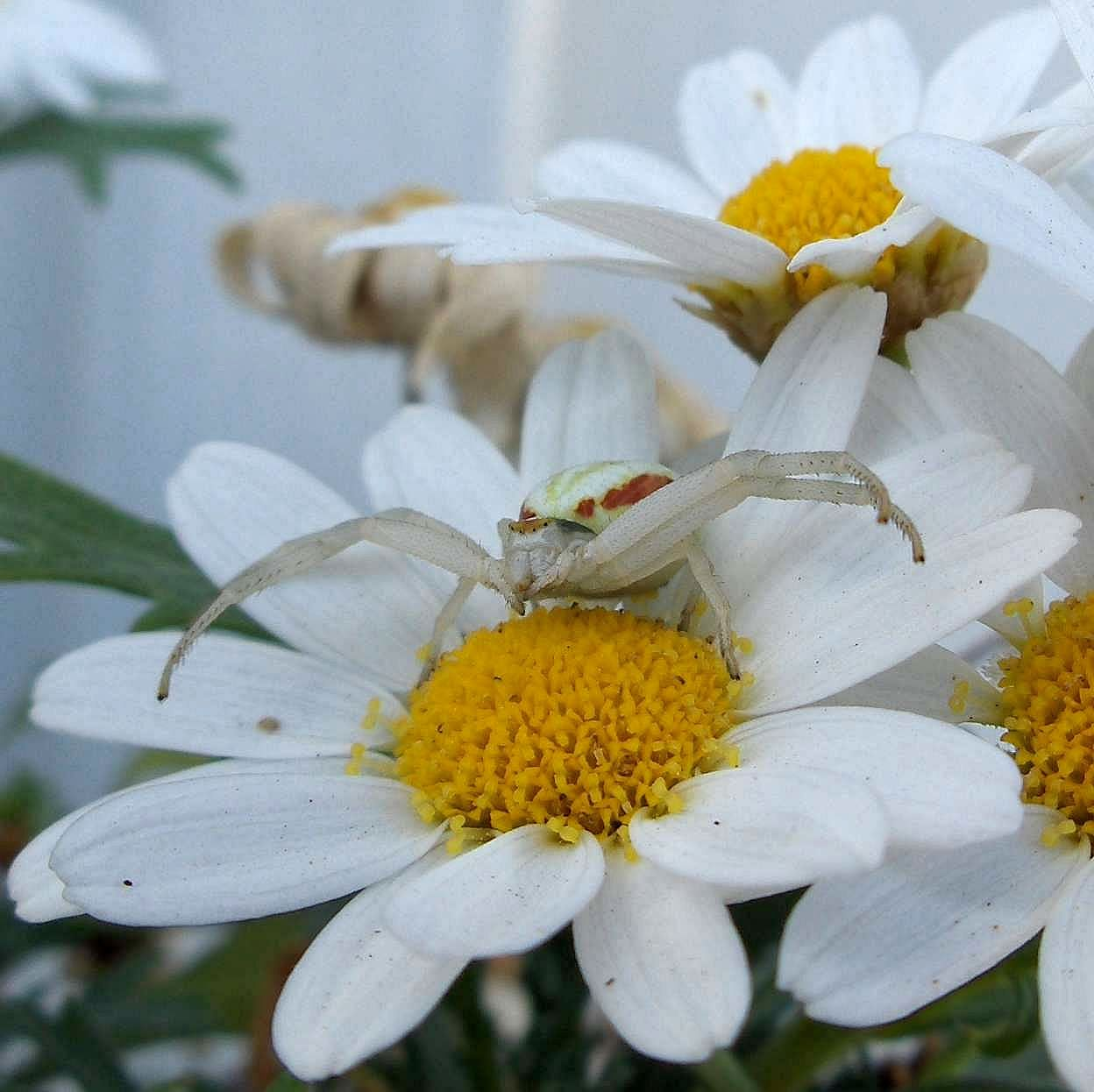
Misumena vatia hembra

## Distribución
Corea, China, Japón, Rusia, Mongolia, Europa, América del Norte.

## Hábitat
Frecuentemente asociada con Solidago, que atrae muchos insectos a los que caza y devora. Vive en las flores, especialmente las de color blanco y amarillo. El macho es algo más oscuro que la hembra, aunque la especie es de un color muy variable, blanco, crema, amarillo, verde o con manchas y bandas de color según la flor en la cual caza (homocromía).

## Estado de conservación
No se encuentra dentro de ninguna categoría de riesgo en las normas nacionales o internacionales.